# Isothiokyanatan draselný
Isothiokyanatan draselný je bezbarvá pevná anorganická sloučenina, jejíž vzorec je KNCS. Je používána jen ve speciálních případech organické syntézy, například byla použita při syntéze mezistupně při laboratorní syntéze 2,3,4,5-tetrahydropyrimido[2,1-b]benzothiazolu. Tento mezistupeň, 1-thiokarbamoyl-2-fenylpyrazolidin byl připraven reakcí hydrochloridu 1-fenylpyrazolidinu s isothiokyanatanem draselným zahříváním reakční směsi v absolutním alkoholu. Obecně bývá používán při syntézách heterocyklických sloučenin se sírou a dusíkem v heterocyklu.

## Podobné sloučeniny
- Isokyanát draselný
- Thiokyanatan draselný (synonymum: rhodanid draselný)